# Великоалександровский сельский совет (Васильковский район)
Великоалександровский сельский совет (укр. Великоолександрівська сільська рада) — входит в состав
Васильковского района
Днепропетровской области
Украины.
Административный центр сельского совета находится в 
с. Великоалександровка.

## Населённые пункты совета
- с. Великоалександровка
- с. Первомайское
- с. Преображенское